# Erämark
Erämark eller ärjemark (finska: erämaa, av erä, 'andel', 'lott' och maa, 'land') var ett i finska handlingar från 1500-talet ofta använt ord som betyder utmark eller obygd. Det innebar ursprungligen ett utstakat fångstområde, vanligen även omfattande fiskevatten, som låg långt bort från hemmet. Ordet kom snart att få den nya betydelsen av ett vidsträckt, avlägset och obebott skogsområde.

## Finland
Under medeltiden var erämarkbruket av stor betydelse, inte bara i glesbygden. Tack vare vattenleder kunde man ofta utnyttja marker till och med 250–300 km från hembygden. Erämarkbruket hade sin starkaste ställning i Tavastland och Satakunda, men erämarker brukades också i östra Finland. Erämarkerna besöktes minst två gånger årligen: på hösten eller i början av vintern för jakt på pälsdjur och fågel, på våren eller sommaren för fiske. I slutet av medeltiden verkar fisket ha varit viktigare än jakten.

## Sverige
Motsvarande term på svenska är "ärjemark" använd i betydelsen utmark i en jakt- och fångstekonomi. "Mera allmänt talas om ärjemarkskultur; Lappland var ännu vid 1600-talets början en enda stor utmark –ärjemark – där renskötsel, jakt och fiske förekom." Enligt Norrbottens museum definieras ärjemark, som "ett enskilt gränsbestämt fångstområde eller fiskevatten som hörde till nybyggena för att det skulle vara möjligt att överleva." Riksantikvarieämbetet kallar ärjemarksekonomin för "den kombinerade mångfaldens ekonomi". Ärjemarkshushållningen i svenska Lappland bestod av ett litet jordbruk som kombinerade kor, getter, renar, jakt och fiske. Det fanns kvar i isolerade områden fram till början av 1900-talet.